# Айх (Люцерн)
Айх (нем. Eich LU) — коммуна в Швейцарии, в кантоне Люцерн. Входит в состав округа Зурзее. Население составляет 1511 человек (на декабрь 2014 года). Официальный код — 1084.
На выборах в 2007 году наибольшее количество голосов получила Христианско-демократическая народная партия Швейцарии (35,4 %), за Швейцарскую народную партию проголосовали 26,2 %, за Свободную демократическую партию — 26,0 %, за партию зелёных — 6,4 %.

## Географическое положение
Площадь Айха составляет 5,94 км². 67,9 % площади составляли сельскохозяйственные угодья, 19,5 % — леса, 12,6 % территории заселено. Коммуна находится на восточном берегу Земпахского озера.

## История
На берегу озера были найдены курганы и следы поселений неолита и бронзового века. С 1798 года населённый пункт принадлежал судебному округу Земпаха, в 1819 году было утверждено обособленное поселение, эквивалент коммуны.

## Население
На 2007 год население Айха составляло 1574 человека (51,5 % мужчин, 48,5 % женщин). На 2000 год 97,7 % жителей говорило на немецком языке, 0,5 % — на французском, 0,4 % — на английском. 22,7 % населения Айха были в возрасте до 19 лет, 25,7 % — от 20 до 39 лет, 41,2 % — от 40 до 64 лет, старше 65 лет было 10,4 % населения. 75,2 % населения коммуны — католики, 15,2 % — протестанты. На 200 год в коммуне было 447 домашних хозяйств, 76 из них состояли из одного человека, в 52 проживало более 4 человек. Уровень безработицы — 1,4 %.
| 1695 | 1850 | 1900 | 1950 | 2000 | 2007 | 2014 |
| ---- | ---- | ---- | ---- | ---- | ---- | ---- |
| 330  | 551  | 434  | 521  | 1256 | 1574 | 1707 |